# Joe Bryant
Joseph Washington „Joe“ Bryant (* 19. Oktober 1954 in Philadelphia, Pennsylvania; † 16. Juli 2024), auch bekannt unter seinem Spitznamen Jellybean, war ein US-amerikanischer Basketballspieler und -trainer.

## Privates
Joe Bryant war der Vater des früheren NBA-Spielers Kobe Bryant.

## Karriere

### Als Spieler
Bryant spielte für die John Bartram Highschool in Philadelphia und später für die La Salle University Basketball. Er wurde 1975 an 14. Stelle des NBA-Drafts von den Golden State Warriors ausgewählt und umgehend an die Philadelphia 76ers abgegeben, für die er vier Spielzeiten lang auflief. 
1980 wechselte er zu den San Diego Clippers, bei denen er bis 1982 unter Vertrag stand. Anschließend spielte er noch eine Saison für die Houston Rockets, bevor er sieben Jahre in Italien spielte. In seiner Spielerkarriere von 1975 bis 1992 kam der 2,08 Meter große Bryant meist auf der Power-Forward-Position zum Einsatz.

### Als Trainer
Von 2005 bis 2007 war er Cheftrainer der WNBA-Mannschaft Los Angeles Sparks, die er 2006 ins Conference-Finale führte.